# تشم صيدي العليا (همت أباد)
تشم صیدي العلیا (بالفارسية: چم صیدی علیا) هي مستوطنة تقع في إيران في قسم همت أباد الريفي. يقدر عدد سكانها بـ 71 نسمة .